# Erkki Liikanen
Erkki Antero Liikanen (Mikkeli, 19 settembre 1950) è un politico finlandese, esponente del Partito Socialdemocratico.
Negli anni Ottanta è stato segretario del Partito Socialdemocratico e ministro, dal 1990 al 1994 capo missione presso l'Unione europea, dal 1995 al 2004 commissario europeo per il bilancio, dal 2004 al 2018 governatore della Banca di Finlandia. Nel 2012 ha presieduto il gruppo di esperti per la riforma della struttura del settore bancario dell'Unione europea.

## Biografia
Liikanen si laureò in scienze politiche presso l'Università di Helsinki nel 1975.
Nel 1972 fu eletto per la prima volta membro del Parlamento, di cui fece parte ininterrottamente fino al 1990. Fu vicepresidente della commissione parlamentare per l'agricoltura e le foreste tra il 1977 e il 1979, presidente della commissione per gli affari esteri tra il 1983 e il 1987 e vicepresidente del consiglio parlamentare di supervisione della Banca di Finlandia tra il 1983 e il 1987. Nel 1978, 1982 e 1988 fu eletto membro del collegio elettorale incaricato di scegliere il Presidente della Repubblica. Tra il 1980 e il 1989 Liikanen fu prima membro e poi presidente del consiglio di supervisione del gruppo industriale Outokumpu.
Tra il 1981 e il 1987 Liikanen fu segretario generale del Partito Socialdemocratico.
Nel 1987 Liikanen fu nominato ministro delle finanze. Svolse l'incarico fino al 1990.

### Commissario europeo
Nel 1990 Liikanen fu nominato ambasciatore e capo della rappresentanza permanente della Finlandia presso l'Unione europea. Dopo l'ingresso della Finlandia nell'Unione europea il 1º gennaio 1995, Liikanen fu nominato commissario europeo della Finlandia. Tra il 1995 e il 1999 fu nelle commissioni Santer e Marin. Tra il 1999 e il 2004 fu nella Commissione Prodi.

### Governatore della Banca di Finlandia
L'11 luglio 2004 Liikanen si dimise dall'incarico di commissario europeo, con alcuni mesi di anticipo rispetto alla scadenza naturale della Commissione, e il giorno successivo assunse l'incarico di governatore della Banca di Finlandia. Il 16 gennaio 2012 è stato nominato dalla Commissione europea presidente del gruppo di esperti ad alto livello per la riforma della struttura del settore bancario dell'Unione europea. Il gruppo ha pubblicato il suo rapporto finale il 2 ottobre 2012.

È stato governatore della Banca di Finlandia sino al luglio 2018, mostrandosi nel Consiglio dei governatori della Bce come uno dei sostenitori più autorevoli delle scelte di Mario Draghi.

## Vita privata
Liikanen è sposato con Hanna-Liisa e ha due figlie.
Dal luglio 2008 al luglio 2014 ha presieduto la Croce Rossa finlandese.